# Haeil
Le Haeil (hangeul : 해일), signifiant raz-de-marée » en coréen, est un véhicule sous-marin autonome (AUV), ou drone sous-marin, développé par la Corée du Nord, qui est devenu opérationnel en 2022. Il semble exister en deux versions, le « Haeil-1 » et le « Haeil-2 », mais les caractéristiques et capacités des différentes versions n’ont pas été dévoilées par la Corée du Nord. Cette dernière affirme qu’il peut être doté d’une arme nucléaire, capable de provoquer artificiellement un tsunami contre des côtes et des ports ennemis, mais il est difficile de confirmer ou d’infirmer cette affirmation. Jusqu’à présent, les seuls tests en conditions réelles réalisés l’ont été avec une charge explosive conventionnelle.

## Conception
Les seules informations dont on dispose sur le Haeil proviennent des médias d’État nord-coréens, et sont donc à prendre avec beaucoup de réserves, car les analystes appellent à la plus grande prudence s’agissant des affirmations de la Corée du Nord concernant les capacités de cette nouvelle arme. Les analystes ont noté que la Corée du Nord avait déjà exagéré par le passé ses capacités militaires et les délais de déploiement de ses armements.
D’après l’agence de presse nord-coréenne KCNA (Korean Central News Agency), le développement d’un drone sous-marin doté de capacités nucléaires aurait commencé dans le plus grand secret dès 2012. Après environ neuf ans de développement, ce drone aurait subi au cours des deux dernières années 50 tests pour tester sa fiabilité, sa sécurité et sa létalité. Le drone aurait reçu le nom de « Haeil » en janvier 2021, lors du Huitième congrès du Parti du travail de Corée, et il aurait été présenté officieusement aux instances dirigeantes du parti en octobre 2022.
L’apparence du Haeil est connue grâce à des photos publiées par la Corée du Nord, qui montrent le dictateur nord-coréen Kim Jong-un souriant à côté d’un objet ayant la forme et la taille d'une torpille. Mais les diagrammes qui ornent un mur derrière Kim Jong-un semblent avoir été délibérément floutés, de sorte qu'aucun détail sur l'engin ne soit visible. Les médias d’État ont publié des photos de l’ogive nucléaire tactique Hwasan-31 (un mot qui signifie « volcan » en coréen), en indiquant que celle-ci peut être chargée sur le « drone suicide » Haeil-1. Ce type d’ogive nucléaire équipe également le missile balistique lancé par sous-marin (SLBM) Pukguksong-2, dont l’existence avait été révélée précédemment.
D’après KCNA, le Haeil est une « arme secrète » qui sera capable de naviguer secrètement jusque dans les eaux territoriales de l’ennemi pour y déclencher une explosion nucléaire sous-marine, provoquant ainsi un tsunami radioactif superpuissant qui détruira les ports d’importance stratégique et les groupes de navires de guerre ennemis. Visiblement, la Corée du Nord envisage de détruire les installations navales vitales et les navires de guerre de la Corée du Sud au port, en infiltrant ses bases navales. Ce mode d’action semble fortement inspiré par l’attaque de la marine ukrainienne contre les navires de guerre russes amarrés au port de Sébastopol quelques mois plus tôt, ainsi que la méthode qui a été utilisée par l’Ukraine pour faire sauter le pont de Crimée en octobre 2022. Un article de la société de renseignement privée Molfar publié en octobre 2022 note qu’un drone sous-marin chargé d’explosifs pourrait avoir été responsable de cette attaque. Avant l’explosion, les caméras vidéo ont repéré un objet blanc sous-marin se déplaçant derrière les piliers du pont. Une telle arme est adaptée à la stratégie asymétrique de la Corée du Nord contre la Corée du Sud et les États-Unis. En effet la Corée du Nord vise à mener une guerre de guérilla en mer, avec des embarcations d’attaque rapide, des mini-sous-marins, des mines marines, des missiles antinavires basés à terre et éventuellement des drones suicides sous-marins.
La Russie a développé une arme similaire, le drone sous-marin Poseïdon, à propulsion nucléaire et à ogive nucléaire. Selon Asia Times, le Poséidon est conçu comme une arme de deuxième frappe contre les centres de population côtiers, les grandes villes et les centres industriels en déclenchant des tsunamis radioactifs dévastateurs qui pourraient détruire les villes côtières des États-Unis. La maîtrise de la technologie complexe requise pour de tels armements pourrait encore dépasser les possibilités de la Corée du Nord, ont déclaré des experts, mais une partie de cette technologie aurait pu être transférée à la Corée du Nord par la Russie. Toutefois, ni la Russie ni la Corée du Nord n’ont officiellement confirmé qu’il y avait eu un transfert de la technologie des drones sous-marins entre les deux pays, a commenté Choi Gi-il, un professeur d’études militaires à l’Université Sangji de Corée du Sud.

## Essais officiels
Les médias d’État nord-coréens ont rapporté que plus de 50 lancements d’essai ont été effectués au cours des deux dernières années après que le drone « Haeil » ait été officiellement baptisé. 29 de ces tests ont été supervisés en personne par le dirigeant du pays Kim Jong-un. Le drone Haeil aurait atteint sa pleine capacité opérationnelle en décembre 2022, après que les hauts responsables du parti aient approuvé son déploiement sur la ligne de front. La Corée du Nord a affirmé avoir effectué trois tests de drones sous-marins en moins de trois semaines entre mars et avril 2023.
KCNA a publié des photos du Haeil prises lors d’un premier exercice qui s’est déroulé du 21 au 23 mars 2023. Les médias d’Etat nord-coréens ont déclaré que le dirigeant Kim Jong-un avait personnellement guidé le test d’une arme nucléaire stratégique sous-marine simulée le 21 mars. Le test aurait en fait eu lieu du 21 au 23 mars, au nord-est des côtes nord-coréennes. KCNA a ensuite publié plus de détails sur l’exercice, indiquant que le Haeil a été lancé près du cap dans le comté de Riwon, dans la province du Hamgyŏng du Sud, le matin du 21 mars 2023. Le Haeil aurait navigué pendant 59 heures et 12 minutes, à une profondeur comprise entre 80 et 150 m, en suivant un parcours pré-déterminé, avant que son ogive (avec une charge conventionnelle, bien évidemment) n’explose avec succès sur la cible simulée au large de la baie de Hongwon le jeudi 23 mars, soit deux jours après son lancement.
Puis l’agence de presse officielle nord-coréenne a déclaré que le pays avait effectué un deuxième test. Selon KCNA, l’Académie des sciences de la défense nationale de la Corée du Nord a mené un exercice pour tester le nouveau véhicule nucléaire sous-marin sans pilote Haeil-1 entre le 25 et le 27 mars 2023. Les médias d’État ont affirmé que le Haeil-1, plus récent et plus avancé, a été lancé d’une baie près de Wonsan dans l’après-midi du 25 mars. Il a navigué avec succès dans des trajectoires ovales et d’autres trajectoires géométriques pendant 41 heures et 27 minutes avant d’atteindre au matin du 27 mars la cible qui lui avait été fixée, près de Hwadae-gun, dans la province du Hamgyŏng du Nord, où son ogive d’essai a explosé comme prévu.
Enfin, une semaine après avoir dévoilé l’existence du drone Haeil-1, l’agence de presse centrale coréenne KCNA a déclaré qu’un institut national de recherche scientifique pour la défense en RPDC avait effectué du 4 au 7 avril un test du drone Haeil-2. Celui-ci a navigué dans les eaux au large de la côte est de la Corée du Nord sur 1000 km de distance pendant 71 heures et 6 minutes, avant que son ogive d’essai n’explose sous l’eau. KCNA a ajouté que le test a parfaitement prouvé la fiabilité du système d’arme stratégique sous-marine et sa capacité d’attaque mortelle,.

## Polémique sur les capacités ou la réalité du drone
L'annonce des tests du Haiel intervient dans un contexte de grande tension entre la Corée du Nord et la Corée du Sud ainsi que son allié, les États-Unis. Les deux pays ont procédé à plusieurs exercices terrestres et aériens majeurs, auxquels la Corée du Nord a répondu par plusieurs tirs de missiles en mer du Japon,,,,,.
Dans ce contexte, l'annonce des tests du Haiel pourrait viser à envoyer un signal alarmant à ses adversaires, à savoir la marine de la république de Corée (ROKN) et la marine des États-Unis (USN), en leur montant que ces drones pourraient s’infiltrer dans leurs bases stratégiques sans être détectés, en causant potentiellement des dommages irrémédiables à leur flotte de navires de guerre. De plus, le Haeil pourrait être utilisé contre les futurs groupements tactiques de porte-avions sud-coréens. Une telle technologie, si elle est vraiment maîtrisée par la Corée du Nord, serait plus difficile à intercepter que des missiles. Hong Min, un chercheur à l’Institut coréen pour l’unification nationale, explique que cette arme est la première du genre et qu’il est très difficile de la détecter à l’avance pour les moyens de reconnaissance ou d’interception dont la Corée du Sud et les États-Unis disposent actuellement. En réponse, le ministre de la Défense sud-coréen, Lee Jong-sup, a déclaré aux députés du pays que Séoul était « capable de surveiller et de détecter de tels drones infiltrés sous l’eau ».
À l’inverse, de nombreux experts sont sceptiques et se demandent si Pyongyang possède réellement une telle arme ou si la propagande prend le dessus sur les faits, car la Corée du Nord est bien connue pour exagérer ses capacités militaires dans un but dissuasif. Le ministre de la Défense sud-coréen, Lee Jong-Sup, a déclaré qu’il était peu probable que le Nord ait maîtrisé la technologie pour réaliser les armes les plus avancées qu’il prétend détenir, bien qu’il ait fait des « progrès significatifs. ». Leif-Eric Easley, professeur à l’Université Ewha de Séoul, a déclaré que la dernière affirmation de Pyongyang « devrait être accueillie avec scepticisme ». Il a déclaré « C’est clairement destiné à montrer que le régime de Kim dispose de tant de moyens différents d’attaque nucléaire que toute frappe préventive ou de décapitation contre lui échouerait de manière désastreuse,. » Ankit Panda, spécialiste des armes nucléaires à la Fondation Carnegie pour la paix internationale, a déclaré : « J’ai tendance à prendre la Corée du Nord au sérieux, mais je ne peux pas exclure la possibilité qu’il s’agisse d’une tentative de tromperie / psyop (opérations psychologiques) ». Choi Gi-il, professeur d’études militaires à l’Université Sangji de Corée du Sud, a déclaré à l’AFP que les affirmations du Nord sur les tests ne devraient pas être « facilement rejetées parce qu’elles sont exagérées. » Les experts affirment que les actions récentes de Pyongyang ne peuvent plus être considérées comme une simple propagande, comme c’était le cas auparavant. Le Haeil pourrait donc être un accessoire destiné à maintenir les planificateurs de défense américains et sud-coréens sur les nerfs en renforçant l’ambiguïté stratégique entourant les capacités de la Corée du Nord. Asia Times a noté en décembre 2022 que la Corée du Nord utilisait des essais d’armes pour attirer l’attention sur elle-même au milieu de conflits mondiaux qui s’intensifient tels que la guerre en Ukraine et les tensions dans le détroit de Taïwan. Les récents essais de la Corée du Nord, y compris les essais du Haeil et de missiles de croisière, peuvent donc signaler l’intention de la Corée du Nord de rester pertinente sur la scène mondiale. Dans le même temps, la valeur militaire potentielle marginale du drone, compte tenu de sa vitesse lente, sa signature acoustique forte permettant une détection facile, et les implications catastrophiques d’avoir un drone sous-marin doté d’armes nucléaires, pourrait finalement dissuader la Corée du Nord de le construire.